# Xestia undosa
Xestia undosa là một loài bướm đêm trong họ Noctuidae.